# Eternal Lands
Computerspil fra 2003 af kategorien MMORPG (multi-rollespil over internettet). Det foregår i en rollespilsverden, hvor man har mulighed for at udvikle sin person inden for 12 forskellige evner bl.a. kamp, smedarbejde, skrædderi, magi, trylledrikke, bueskydning mm. Alle evner er nemme at komme i gang med, men svære at mestre. Aktiviteterne i spillet går bl.a. på at fremstille objekter for at bruge eller sælge dem, kæmpe mod dyr og monstre for at blive bedre og berøve dem deres rigdomme, indsamle grundmaterialer og sælge dem mm.
Spillet er gratis at deltage i og har ingen begrænsninger i forhold til dem, der vælger at donere til spilskaberne. Det er under stadig udvikling af en række programmører, der selv spiller med og som derfor har direkte kontakt til spillerne og deres ønsker.
Det kan køre på nærmest alle platforme, da kildekoden (til klienten) er åben. Klienten er skrevet i C med OpenGL og SDL og findes både til Linux (er bl.a. med i Ubuntus/Debians programlager), Mac, Microsoft Windows mm.